# Sund, Trosa kommun
Sund är en tätort i Trosa kommun i Södermanlands län. 

## Befolkningsutveckling
| Befolkningsutvecklingen i Sund 1990–2020               | Befolkningsutvecklingen i Sund 1990–2020 | Befolkningsutvecklingen i Sund 1990–2020 | Befolkningsutvecklingen i Sund 1990–2020 | Befolkningsutvecklingen i Sund 1990–2020 |
| ------------------------------------------------------ | ---------------------------------------- | ---------------------------------------- | ---------------------------------------- | ---------------------------------------- |
|                                                        |                                          |                                          |                                          |                                          |
| År                                                     |                                          |                                          | Folkmängd                                | Areal (ha)                               |
| 1990                                                   | 1990                                     |                                          | 255                                      | 116                                      |
| 1995                                                   | 1995                                     |                                          | 263                                      | 116                                      |
| 2000                                                   | 2000                                     |                                          | 305                                      | 116                                      |
| 2005                                                   | 2005                                     |                                          | 330                                      | 116                                      |
| 2010                                                   | 2010                                     |                                          | 329                                      | 115                                      |
| 2015                                                   | 2015                                     |                                          | 394                                      | 152                                      |
| 2020                                                   | 2020                                     |                                          | 343                                      | 116                                      |
| Anm.: Ny tätort 1990. Införlivade 2015 småorten Lövsta |                                          |                                          |                                          |                                          |